# Liste der Kulturdenkmale in Bloaschütz

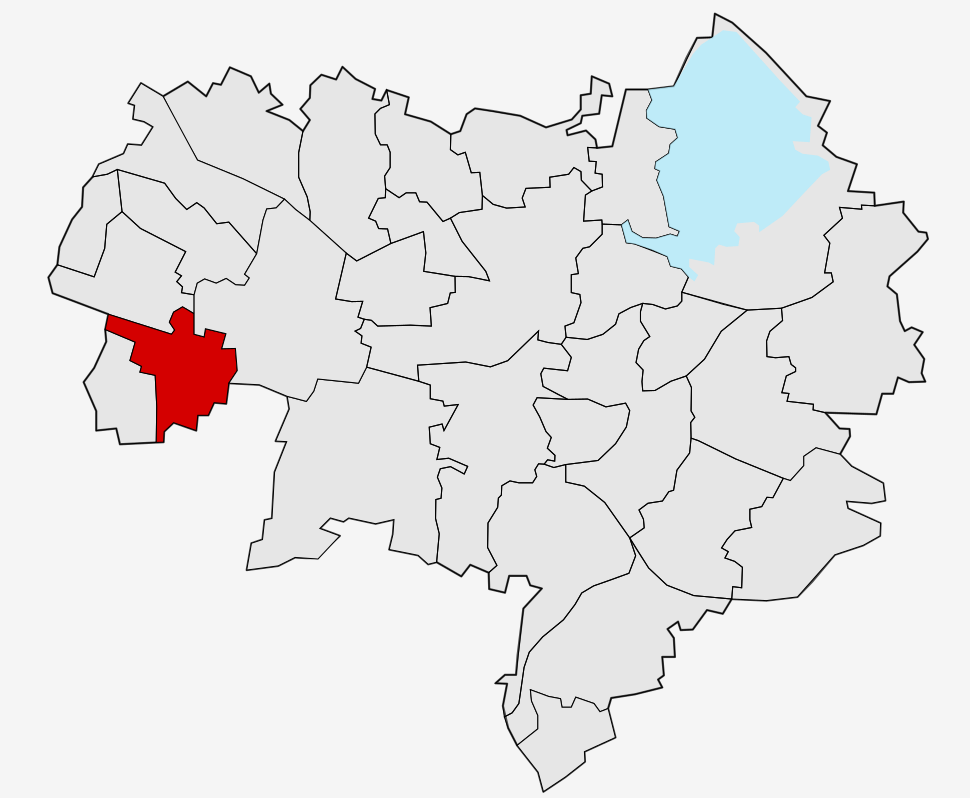
Lage von Bloaschütz in Bautzen

In der Liste der Kulturdenkmale in Bloaschütz sind die Kulturdenkmale des Bautzener Ortsteils Bloaschütz verzeichnet, die bis März 2018 vom Landesamt für Denkmalpflege Sachsen erfasst wurden (ohne archäologische Kulturdenkmale). Die Anmerkungen sind zu beachten.

## Liste der Kulturdenkmale in Bloaschütz
| Bild | Bezeichnung   | Lage                                        | Datierung                 | Beschreibung | ID       |
| ---- | ------------- | ------------------------------------------- | ------------------------- | --- | -------- |
|      | Wegestein     | (Gemarkung Bolbritz, Flurstück 128) (Karte) | 19. Jahrhundert           | Quadratische Natursteinsäule mit flacher pyramidaler Spitze aus dem 19. Jahrhundert, ggf. ursprünglich vorhandene Inschriften nicht mehr erkennbar. Wegestein als Zeugnis der verkehrstechnischen Erschließung des ländlichen Raumes von verkehrsgeschichtlicher Bedeutung.                                               | 09302904 |
|      | Wegestein     | (Gemarkung Bolbritz, Flurstück 161) (Karte) | 19. Jahrhundert           | Quadratische Natursteinsäule mit flacher pyramidaler Spitze aus dem 19. Jahrhundert, ggf. ursprünglich vorhandene Inschriften nicht mehr erkennbar. Wegestein als Zeugnis der verkehrstechnischen Erschließung des ländlichen Raumes von verkehrsgeschichtlicher Bedeutung.                                               | 09302908 |
|      | Wohnstallhaus | Bloaschütz 5 (Karte)                        | 2. Hälfte 18. Jahrhundert | Weitgehend im ursprünglichen Aussehen erhalten, baugeschichtlich von Bedeutung, Obergeschoss Fachwerk verkleidet, Giebel verschiefert, Fenster zum Teil leicht vergrößert, leichter Dachüberstand | 09253696 |
|      | Wohnstallhaus | Bloaschütz 6 (Karte)                        | 2. Hälfte 18. Jahrhundert | Obergeschoss Fachwerk verbrettert, baugeschichtlich von Bedeutung. Ländliches Wohnhaus mit Oberlaube, Dachüberstand, Obergeschoss und Giebel Fachwerk verbrettert; gut erhalten, womöglich ehemaliger Langständerbau, Wand-Öffnung-Verhältnis intakt, Satteldach mit Biberschwanz-Kronendeckung, Fenster originale Größe. | 09253695 |

## Tabellenlegende
- Bild: Bild des Kulturdenkmals, ggf. zusätzlich mit einem Link zu weiteren Fotos des Kulturdenkmals im Medienarchiv Wikimedia Commons. Wenn man auf das Kamerasymbol klickt, können Fotos zu Kulturdenkmalen aus dieser Liste hochgeladen werden:
- Bezeichnung: Denkmalgeschützte Objekte und ggf. Bauwerksname des Kulturdenkmals
- Lage: Straßenname und Hausnummer oder Flurstücknummer des Kulturdenkmals. Die Grundsortierung der Liste erfolgt nach dieser Adresse. Der Link (Karte) führt zu verschiedenen Kartendiensten mit der Position des Kulturdenkmals. Fehlt dieser Link, wurden die Koordinaten noch nicht eingetragen. Sind diese bekannt, können sie über ein Tool mit einer Kartenansicht einfach nachgetragen werden. In dieser Kartenansicht sind Kulturdenkmale ohne Koordinaten mit einem roten bzw. orangen Marker dargestellt und können durch Verschieben auf die richtige Position in der Karte mit Koordinaten versehen werden. Kulturdenkmale ohne Bild sind an einem blauen bzw. roten Marker erkennbar.
- Datierung: Baubeginn, Fertigstellung, Datum der Erstnennung oder grobe zeitliche Einordnung entsprechend des Eintrags in der sächsischen Denkmaldatenbank
- Beschreibung: Kurzcharakteristik des Kulturdenkmals entsprechend des Eintrags in der sächsischen Denkmaldatenbank, ggf. ergänzt durch die dort nur selten veröffentlichten Erfassungstexte oder zusätzliche Informationen
- ID: Vom Landesamt für Denkmalpflege Sachsen vergebene, das Kulturdenkmal eindeutig identifizierende Objekt-Nummer. Der Link führt zum PDF-Denkmaldokument des Landesamtes für Denkmalpflege Sachsen. Bei ehemaligen Kulturdenkmalen können die Objektnummern unbekannt sein und deshalb fehlen bzw. die Links von aus der Datenbank entfernten Objektnummern ins Leere führen. Ein ggf. vorhandenes Icon  führt zu den Angaben des Kulturdenkmals bei Wikidata.